# V jiném stavu
V jiném stavu (v anglickém originále Preggers) je čtvrtá epizoda amerického seriálu Glee. Epizoda se poprvé vysílala na americkém televizním kanálu Fox 23. září 2009. Epizodu napsal a režíroval Brad Falchuk. V této epizodě se člen sboru, Kurt (Chris Colfer) přidává do fotbalového družstva a přiznává svou homosexualitu svému otci Burtovi (Mike O'Malley). Roztleskávačka Quinn Fabray (Dianna Agron) zjišťuje, že je těhotná a sděluje svému příteli Finnovi (Cory Monteith), že je dítě jeho, i když ve skutečnosti je otcem jeho nejlepší kamarád Puck (Mark Salling). Učitelé ve škole Sue Sylvester (Jane Lynch) a Sandy Ryerson (Stephen Tobolowsky) spolupracují ve snaze zničit sbor a lákají zpět rozčarovanou Rachel (Lea Michele), která ze sboru odchází, jakmile ji vedoucí sboru, Will (Matthew Morrison) odmítne zpívat sólové písně.
V epizodě zazní dvě coververze písní a několik tanečních výstupů na písničku od Beyoncé Knowles s názvem „Single Ladies (Put a Ring on It)“. Studiová nahrávka coveru od Michele „Taking Chances“ byla vydána jako singl, je dostupná ke stažení a objevila se na albu Glee: The Music, Volume 1. Scéna, ve které se Kurt přiznává otci je založena na osobní zkušenosti tvůrce seriálu, Ryana Murphyho. Záměr Murphyho byl, aby na rozdíl od jeho předchozích seriálu, kdy homosexuální postavy neměly šťastné konce, byl Kurt úspěšný a přijat společností.
Epizodu sledovalo 6,624 milionů amerických diváků a získala smíšené recenze od kritiků. Shawna Malcom z Los Angeles Times vyzvihla rychlé tempo seriálu, ale redaktor Mike Hale z New York Times cítil, že postavám nebyl na obrazovce dán dostatečný čas. Scény, kdy fotbalisté tancují na „Single Ladies“ a Kurt se přiznává otci jsou velmi dobře hodnocené, ale Rachelino chování sbíralo jen málo sympatií a v některých recenzích bylo negativně hodnoceno těhotenství Quinn a Eric Goldman z IGN poznamenal, že v této epizodě byla „zápletka telenovely“.

## Děj
Kurt Hummel je vlastním otcem chycen, když tančí na písničku od Beyoncé Knowles „Single Ladies“ a lže mu o tom, že je to fotbalové cvičení a že se přidal do školního fotbalového družstva. Jeho kolega ze sboru a fotbalový quaterback Finn Hudson pomůže Kurtovi s přípravou na to, aby se mohl stát skutečným hráčem. Finn přesvědčí trenéra Kena Tanaku (Patrick Gallagher), aby dovolil Kurtovi zkusit být součástí týmu. Ken je nadšen, že získali nového člena do fotbalového klubu a bere Kurta jako hráče. Když Finnovi jeho přítelkyně Quinn sdělí, že je těhotná, tak se Finn začne bát, že jeho veškerá budoucnost se zničí otcovstvím. Požádá vedoucího sboru, Willa Schuestera, aby naučil fotbalové družstvo tančit, protože věří, že jim to pomůže ke zlepšení a že to zvýší jeho šance k získání stipendia na fotbalovou školu. Finn se o Quinnině těhotenství svěří svému nejlepšímu příteli, Puckovi, který později konfrontuje Quinn a prohlašuje se za otce jejího dítěte, protože mu řekla, že je panna, když spolu měli pohlavní styk. Quinn Pucka odmítá a nazve ho „Lima loserem“, který by ji a její dítě nemohl nikdy podpořit jako Finn. Willova manželka Terri (Jessalyn Gilsig) svěří své sestře Kendře (Jennifer Aspen), že prožívá pouze hysterické těhotenství a že ve skutečnosti Willovo dítě nenosí. Kendra naznačuje, že musí sehnat dítě, a když se Terri dozví od Willa o Quinnině těhotenství, snaží se jí přesvědčit, aby ji po narození její dítě dala. Trenérka roztleskávaček Sue Sylvester zavolá bývalého vedoucího sboru, Sandyho Ryersona a přidává ho do svého plánu, jak zničit sbor. Vydírá ředitele Figginse (Iqbal Theba), aby zvolil Sandyho jako nového školního vedoucího umění a společně vymyslí konkurz na školní produkci muzikálu Kabaret a doufají, že se jim podaří odlákat hlavní zpěvačku sboru, Rachel Berry. Rachel se cítí podvedená, když Will svěří Tině (Jenna Ushkowitz) sólovou píseň, tak se na konkurz přihlásí a získá hlavní roli. Když ji Will odmítne přiřadit sólovou píseň, tak Rachel opouští sbor.
Fotbalový tým během hry tancuje na písničku „Single Ladies“, tím zmate a rozruší soupeře a s pomocí Kurta se jim podaří vyhrát zápas. Povzbuzen svým úspěchem se Kurt nakonec otci přizná, že je homosexuál a otec mu odpoví, že to věděl stejně celou dobu a že ho i přesto miluje stále stejně.

## Seznam písní
- „Taking Chances“
- „Single Ladies (Put a Ring on It)“
- „Tonight“

## Hrají

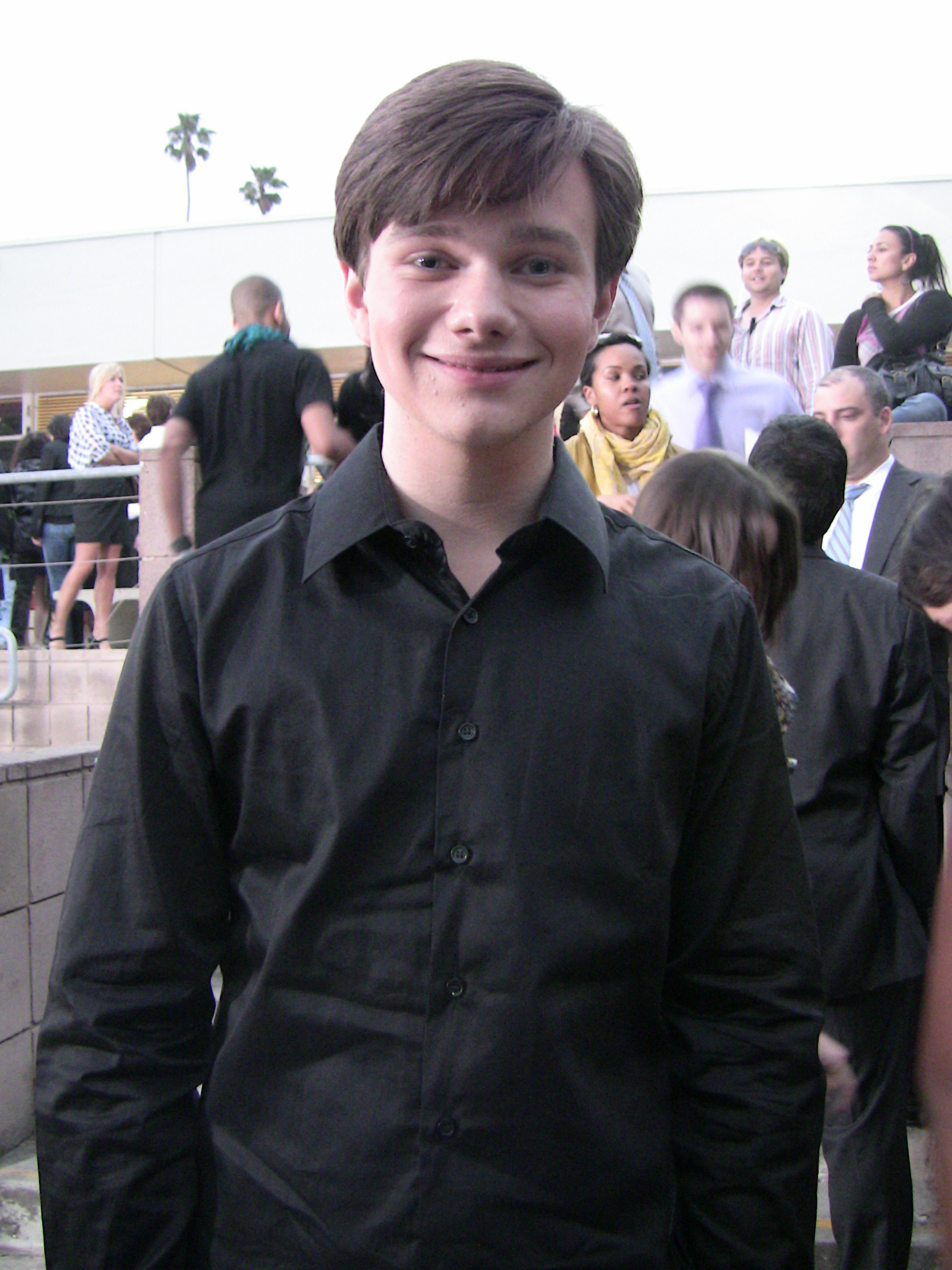
Scéna, kdy se Kurt (Chris Colfer) přizná svému otci, byla výborně hodnocena kritiky

| Dianna Agron     | Quinn Fabray          |
| Chris Colfer     | Kurt Hummel           |
| Jessalyn Gilsig  | Terri Schuester       |
| Jane Lynch       | Sue Sylvester         |
| Jayma Mays       | Emma Pillsburry       |
| Kevin McHale     | Artie Abrams          |
| Lea Michele      | Rachel Berry          |
| Cory Monteith    | Finn Hudson           |
| Matthew Morrison | William Schuester     |
| Amber Riley      | Mercedes Jones        |
| Naya Rivera      | Santana Lopez         |
| Mark Salling     | Noah „Puck“ Puckerman |
| Jenna Ushkowitz  | Tina Cohen-Chang      |

## Natáčení
Epizodu napsal a režíroval spoluautor Glee a výkonný producent, Brad Falchuk. V této epizodě hostuje herec Kurt Fuller jako pan McClung, majitel místních televizních zpráv. V epizodě zazní covery písní „Taking Chances“ od Céline Dion a „Tonight“ z muzikálu West Side Story. Na několik tanečních vystoupení rovněž zazní píseň od Beyoncé Knowles s názvem „Single Ladies (Put a Ring on It)“. Doprovodnými tanečnicemi Kurta pro tuto skladbu jsou Tina (Jenna Ushkowitz) a Brittany (Heather Morris). Tanečnice Morris byla ve skutečnosti jednou z doprovodných tanečnic Beyoncé a objevila se s ní v několika televizních pořadech. Studiová nahrávka písně „Taking Chances" byla vydána jako singl, je dostupná ke stažení a objevila se na albu Glee: The Music, Volume 1. Tato píseň se v Austrálii umístila v hitparádách na 79. místě, na 73. místě v Kanadě a na 71. místě ve Spojených státech.
Scéna, když se Kurt přiznává svému otci, byla převzata z osobních zkušeností Ryana Murphyho (autora Glee). Murphy cítil, že tato scéna byla „dobrá věc, která se dát do televize“, protože zatímco diváci často vidí homosexuální postavy napadané a izolované od ostatních, zřídkakdy je vidí nakonec vyhrát. Poznamenal, že „tento seriál vám má dát to, abyste se na konci dobře cítili. Je to o šťastných koncích, optimismu, o síle vaši osobní cesty a to vám umožní cítit, že to divné na mě, je to vlastně výborná věc na mě. Dělal jsem další pořady, kde se objevovaly homosexuální postavy, a můžu říct, že v hodně případech postavy neměly šťastný konec. A co jsem si pomyslel? Dost.“ Chris Colfer, představitel Kurta, poznamenal, že jeho největší výzvou bylo, aby se ve vypjaté scéně cítil upřímně a ne komicky nebo „používán jako pointa“. Vysvětlil: „myslím si, že je to poprvé, co byla sexualita postavy respektována a téměř důstojným způsobem. Myslím si, že je to velmi důležité a mělo by toho být více v televizi.“